# Chocomyšl
Chocomyšl är en ort i Tjeckien.   Den ligger i regionen Plzeň, i den västra delen av landet, 120 km sydväst om huvudstaden Prag. Chocomyšl ligger 449 meter över havet och antalet invånare är 151.
Terrängen runt Chocomyšl är kuperad söderut, men norrut är den platt. Terrängen runt Chocomyšl sluttar norrut. Runt Chocomyšl är det ganska glesbefolkat, med 22 invånare per kvadratkilometer. Närmaste större samhälle är Klatovy, 14,3 km sydost om Chocomyšl. Omgivningarna runt Chocomyšl är en mosaik av jordbruksmark och naturlig växtlighet.

## Galleri

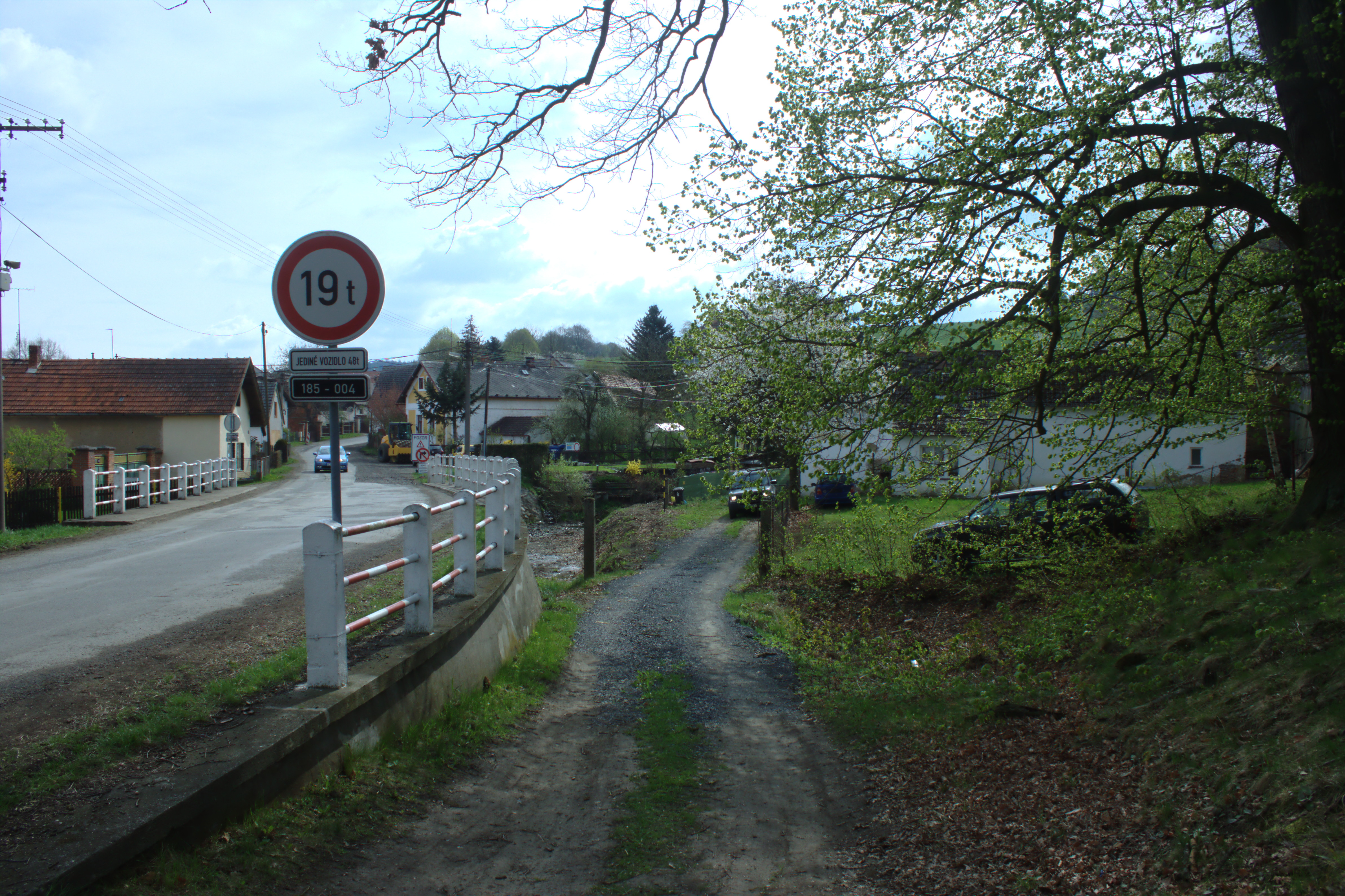
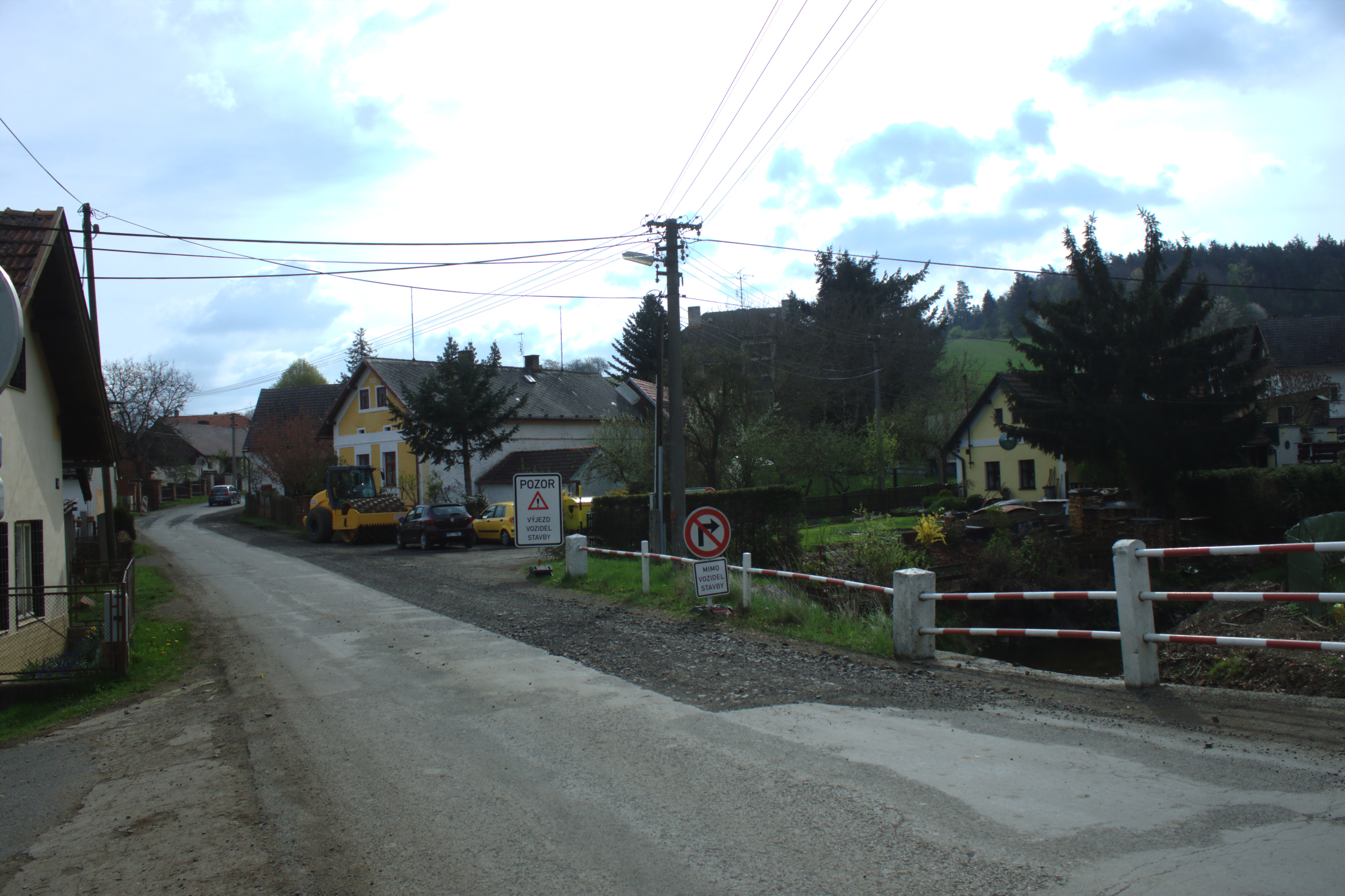
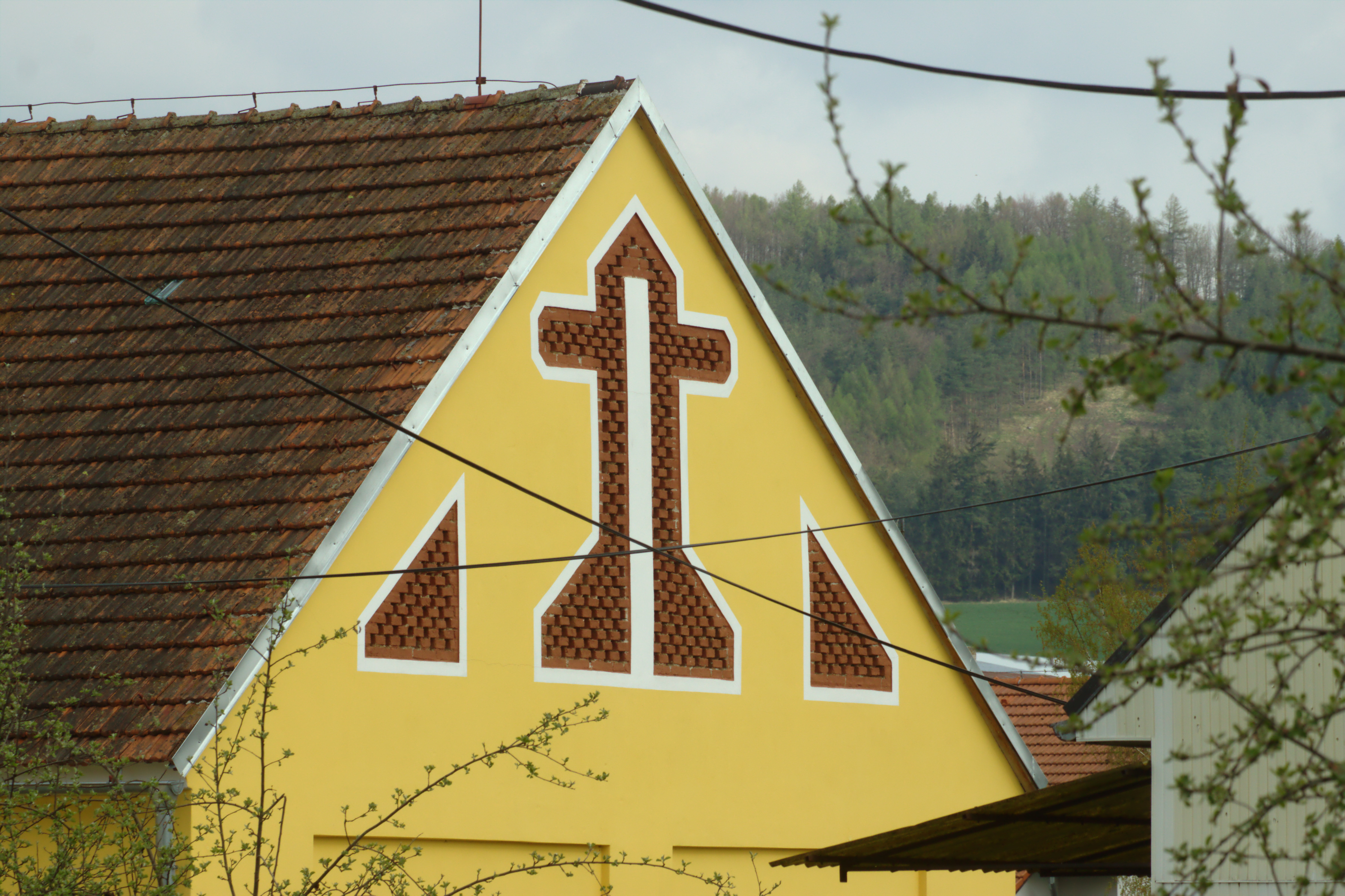